# La Terre promise (Lucky Luke)
Pour les articles homonymes, voir Terre promise.
La Terre promise est la cent vingt et unième histoire de la série Lucky Luke. Écrite par Jul, dessinée par Achdé, elle est publiée pour la première fois en album le 4 novembre 2016 dans la collection Les Aventures de Lucky Luke d'après Morris, no 7.

## Résumé
En 1869, Lucky Luke doit escorter une famille de Juifs d'Europe de l'Est jusqu'au Grand Ouest,. Son ami Jack-la-Poisse (de son vrai nom Jacob Stern) lui a en effet demandé de s'occuper de ses parents auxquels il n'a pas osé avouer qu'il était cow-boy et qui le croient avocat à New York ! Il doit donc recevoir à Saint-Louis (Missouri), pour les amener jusqu'à Chelm City, dans le Montana où ils comptent s'installer chez un cousin[pas clair].
Le voyage sera mouvementé, avec cette famille composée de Moïshe, grand-père religieux obsédé du shabbat, sa femme Rachel, mama juive décidée à gaver Lucky Luke de carpe farcie, sa petite-fille Hanna, fille prude qui cherche le mari idéal et son petit-fils Yankel, un petit garçon turbulent plus intéressé par le Far West que par sa bar-mitsvah. Sans compter les hors-la-loi, les joueurs de poker...

## Caricatures et clins d'œil
Comme c'est fréquemment le cas dans la série Lucky Luke, cet épisode est l'occasion de glisser maintes allusions et caricatures diverses. Une partie d'entre elles sont répertoriées dans la liste ci-dessous, classées selon leur thématique :

### Personnages caricaturés/mentionnés
- Le couple de paysans américains (planche 8, case 1) évoque les personnages d'un tableau célèbre American Gothic, du peintre Grant Wood.
- L'enfant tirant la langue à l'employé du bureau d'immigration (planche 8, case 2) ressemble à Albert Einstein dont il porte le nom et le prénom, mentionnés successivement par l'employé et la mère. L'attitude rappelle la photographie célèbre montrant Albert Einstein tirant la langue, prise lors du 72e anniversaire du scientifique.
- Le personnage en arrière-plan se dirigeant à pied vers une ville appelée Analyst Gulch (planche 8, case 3) représente Sigmund Freud, l'inventeur de la psychanalyse.
- Les Marx Brothers sont caricaturés en train de s'enfuir d'une ville appelée Hollywood (planche 8, case 4).
- Le braqueur de banque (planche 8, case 5) s'appelle Madoff, en référence au financier du même nom.
- Deux hommes (il pourrait s'agir de Jerry Siegel et de Bob Kane), dont les valises portent les sigles respectifs de Superman et Batman, entrent dans une ville nommée Gotham City (planche 8, case 6).

Il est à noter que toutes les célébrités caricaturées ont une origine juive.

### Allusions à la culture/à l'histoire juive
- Il est fréquemment question dans l'histoire de carpes farcies (gefilte fish), plat emblématique de la cuisine juive d'Europe centrale.
- Rachel correspond au stéréotype de la mère juive.
- Les Cosaques sont évoqués à plusieurs reprises dans l'épisode (planche 12, case 7), certains d'entre eux ayant tué les parents d'Hanna et de Yankel, peut-être lors d'un pogrom.
- Pendant toute l'histoire, les Juifs sont comparés aux Mormons (planches 7, 10 et 22) et aux Amish (planches 24, 25 et 37) par différents personnages, avec lesquels ils les confondent à cause de leur tenue.
- Jack-la-Poisse est issu d'une famille de Juifs ashkénazes (planche 5, case 4), Juifs d'Europe centrale et orientale. Ils constituent avec les Séfarades (Juifs de la péninsule ibérique) et les Mizrahim (Juifs descendant des différentes communautés juives d'Asie) l'un des principaux groupes ethniques juifs.
- Moïshe explique (planche 9), que les Juifs sont les « spécialistes de l'inconfort du voyage », un euphémisme pouvant faire écho à la déportation.
- Jack-la-Poisse fait croire à sa famille qu'il est avocat à New York (planche 5, case 9). Cette ville est justement celle qui compte actuellement le plus de Juifs hors Israël[5] et ils y sont présents depuis le début de son histoire. Plus généralement, les États-Unis comportent une importante diaspora juive.
- Au moment du départ (planches 11 et 12), Moïshe explique qu'il veut que Yankel fasse sa bar-mitsvah à la synagogue à la fin du voyage. Pour ce faire, il ne veut emporter « que le nécessaire » de la littérature rabbinique : la Torah, les vingt livres du Talmud, le Zohar, la Kabbale, les six traités de la Mishna, le « Pirke de Rabbi Éliezer », les textes de Rabbi Nahman, ainsi que quelques volumes de Teshouvot. Plus tard (planche 17), il confiera à Luke les rouleaux de son livre sacré, une précieuse Torah provenant d'une synagogue de Galicie (d'où la mère de Goscinny était originaire). Cette région historique d'Europe, à ne pas confondre avec la Galice d'Espagne, est actuellement répartie entre la Pologne et l’Ukraine. Par la suite, il récupèrera une Torah, bible du XIIIe siècle recopiée à Tolède[a].
- À plusieurs reprises, on voit Moïshe et Yankel exécuter leur prière en portant leur talit, châle de prière (planches 14 et 28).
- Un des deux bandits se nomme Goliath, référence à l'histoire du jeune David combattant Goliath avec sa fronde. Il se fait d'ailleurs assommer d'un coup de lance-pierre par Yankel (planche 15).
- Avant de commencer le premier dîner entre le cowboy et la famille (planches 16 et 17), Moïshe évoque le cacherout, lois alimentaires juives.
- Le trappeur qui aide Luke et la famille à traverser la Red River (la rivière rouge, symbolisant la mer Rouge) s'appelle Moïse Jackson. (planche 21), en référence à Moïse.
- La ville de Peachy Poy (planche 22) version américanisée de Pitchipoï qui est le surnom qu'utilisaient les Juifs de France pour désigner la destination inconnue, mystérieuse et redoutable des convois de déportés.
- Un saloon porte le nom de Golden Calf (« veau d'or »). (planche 23, case 1).
- Dans le saloon (planche 25, case 3), des joueurs de cartes évoquent l'humour amish, qu'il faut être amish pour comprendre, en référence à l'humour juif.
- Le vendredi soir arrivant (planche 27), la famille explique à Luke que leur religion leur interdit de voyager entre ce moment et samedi soir, car c'est le début du shabbat.
- La Guerre des Six-Jours (planche 32: « Je crois que vous venez de remporter la guerre des six-coups ») et le conflit israëlo-palestinien sont référencés (il est fait mention du processus de paix et des colons juifs).
- Pour remonter le moral des voyageurs, Yankel joue au violon (planche 34) A Yiddishe Mame, chanson du folklore juif ashkénaze, qui émouvra tout le monde.
- Par jeu de mots, les Pieds-Noirs (Blackfoot, peuples amérindiens des Grandes Plaines) que rencontrent les voyageurs ont des caractéristiques évoquant les pieds-noirs d'Algérie. On en entend ainsi certains pousser des youyous. Et ils mangent du pemmican boulette et du pemmican méchoui.
- Le surnom donné par les Blackfoot à Moïshe de « double scalp » provient de sa kippa qu'il porte sur la tête.
- Hanna, qui trouve que ces Blackfoot ont bien des points communs avec les Juifs, demande à Moïshe s'il pourrait s'agir des « tribus perdues d'Israël ». Il s'agit de tribus qui peuplaient le royaume d'Israël avant la destruction de celui-ci en -722, et ont depuis disparu. Leurs traces ont été recherchées dans de nombreux endroits dans le monde, y compris chez les Falashas d'Éthiopie, comme l'évoque ironiquement Moïshe.
- La réplique d'Hanna découvrant un shérif « Tous les Juifs d'ici sont-ils obligés de porter une étoile ? » renvoie à l'étoile jaune que devaient porter les Juifs pendant l'Occupation.
- La ville de destination s'appelle Chelm City (pl.44 case 5) en référence à la ville polonaise de Chelm.
- Sur la toute dernière case, Luke part vers le soleil couchant, en passant devant un cactus en forme de  menorah. Il s'agit d'un candélabre à sept branches des Hébreux, plus vieux symbole du judaïsme, qui apparait d'ailleurs quelques cases plus haut.

### Vocabulaire yiddish et hébreu
| Terme/expression | Signification                      | Apparition       |
| ---------------- | ---------------------------------- | ---------------- |
| Oï vei           | Exclamation yiddish de lamentation | planche 8, case7 |
| Shtetl           | Bourgade juive d'Europe orientale  | pl. 22 c. 3      |
| Mazel tov        | Bonne chance ! / Bravo !           | pl. 22 c. 5      |
| Shen Haari       | Pissenlit                          | pl. 29 c. 2      |